# Kto chočet stať millionerom?
Kto chočet stať millionerom? (rusky Кто хочет стать миллионером?, česky Kdo se chce stát milionářem?) je ruský televizní soutěžní pořad.

## O pořadu
Soutěž původně moderoval Maxim Galkin, kterého později vystřídal Dimitri Dibrov. Maximální výhra v soutěži činí 3 miliony rublů (v prvotní verzi 1 milion rublů). Soutěžící zodpovídá 15 otázek za pomoci 4 variant odpovědí. Hra obsahuje 2 záchytné body, a to na 5. otázce (5 000 rublů) a 10. otázce (100 000 rublů).

### Nápovědy
Hráč má k dispozici 4 nápovědy:
- 50:50
- přítel na telefonu
- pomoc publika
- double dip (hráč může označit 2 odpovědi na otázku najednou)

### Vysílání
Pořad Кто хочет стать миллионером? je vysílán od 19. února 2001 až do současnosti. Aktuálně se soutěž vysílá v 18.45 na ruském Prvním kanále.